# ما همه با هم هستیم
ما همه با هم هستیم فیلمی ایرانی در ژانر کمدی سیاه به کارگردانی کمال تبریزی محصول سال ۱۳۹۷ است که در سال ۱۳۹۸ منتشر شد. نویسندگی این فیلم بر عهدهٔ پدرام پورامیری، حسین امیری دوماری و محمد داودی بوده است و توسط رضا میرکریمی تهیه‌کنندگی شده است. در این فیلم گروه بازیگران متشکل از مهران مدیری، لیلا حاتمی، پژمان جمشیدی، ویشکا آسایش، جواد عزتی، هانیه توسلی، حسن معجونی، مهران غفوریان، سروش صحت و محمد رضا گلزار  ایفا‌ی نقش کرده‌اند.

## دربارهٔ فیلم
این فیلم ول‌شدگان نام داشت اما به دلایلی به ما همه با هم نیستیم و بعد به ما همه با هم هستیم تغییر نام داد و فیلمبرداری آن از فروردین تا خرداد ۱۳۹۷ انجام شد. مهران مدیری بعد از فیلم همیشه پای یک زن در میان است و لیلا حاتمی پس از فیلم شیدا برای دومین بار با کمال تبریزی در کمدی ما همه با هم هستیم همکاری می‌کنند. این فیلم دومین فیلم کمدی (بعد از خوک) است که لیلا حاتمی حضور در آن را پذیرفته است. این فیلم همچنین نخستین همکاری مشترک محمدرضا گلزار، لیلا حاتمی، مهران غفوریان، پژمان جمشیدی و سیروس گرجستانی با یکدیگر است. لوون هفتوان از بازیگرانی بود که ابتدا قرار بود در این فیلم بازی کند و از او تست گریم نیز گرفته شد اما در ۱۹ اسفند ۱۳۹۶، هفتوان درگذشت و حضور او در این فیلم منتفی شد.

## خلاصه داستان
داستان فیلم در بستری کمدی روایت می‌شود و قصه یک شرکت هواپیمایی است که در حال ورشکست شدن است، رئیس شرکت (لیلا حاتمی) پیشنهاد می‌دهد که یک هواپیمای خراب از شرکت با چند مسافر را به داخل خلیج فارس بیندازند تا بتوانند پس از کشته شدن مسافران از بیمه پول دیه و خسارت آن‌ها را بگیرند، او سراغ یک‌سری افراد می‌رود که از زندگی خسته شده و دنبال مرگ هستند، خلبان هواپیما (مانی حقیقی) و مهمانداران نیز جزو این افراد هستند. آن‌ها با امضای یک برگه قبول می‌کنند تا در هواپیما بروند و پس از سقوط کشته بشوند، همه چیز درست پیش می‌رود تا اینکه یک مسافر به اسم علی حاجتی (پژمان جمشیدی) بدون اطلاع از قصد مسافرین سوار هواپیما می‌شود. در این میان هم‌زمان با این حوادث مسافرین هواپیما را به‌همراه رئیس شرکت در یک جای ناشناخته می‌بینیم که توسط یک بازپرس (مهران مدیری) مورد بازجویی قرار می‌گیرند. …

## بازیگران
| بازیگر               | نقش                            |
| -------------------- | ------------------------------ |
| مهران مدیری          | بازپرس دنیای مردگان            |
| لیلا حاتمی           | خانم مژدهی رئیس شرکت هواپیمایی |
| ویشکا آسایش          | راضیه                          |
| پژمان جمشیدی         | علی حاجتی                      |
| جواد عزتی            | مجید، کمک خلبان                |
| هانیه توسلی          | نازنین                         |
| مانی حقیقی           | کاپیتان شادمان                 |
| حسن معجونی           | دکتر                           |
| سروش صحت             | ایرج خان، کارگردان             |
| مهران غفوریان        | مسافر هواپیما                  |
| سیروس گرجستانی       | پیرمرد مسافر که آلزایمر دارد   |
| علی شادمان           | محسن، معتاد                    |
| سام نوری             | مسئول امنیت، آقای محترم        |
| یدالله شادمانی       | عمو یدی                        |
| نادر فلاح            | معلم لطفیان                    |
| فرزین محدث           | دستیار بازپرس                  |
| رضا ناجی             | عضو هیئت مدیره شرکت هواپیمایی  |
| بهادر مالکی          | مسافر هواپیما                  |
| اردشیر کاظمی         | مسافر فرودگاه                  |
| محمد رضا گلزار       | محمد رضا گلزار                 |
| امیررضا کیوان معصومی | مسافر فرودگاه                  |
| شیرین آقارضاکاشی     | مسافر هواپیما                  |
| گیلدا ویشکی          | مسافر هواپیما                  |
| بهزاد قدیانلو        | مسافر هواپیما، برنده منزل      |
| اشپیتیم آرفی         | مسافر هواپیما                  |
| لیدا فتح‌اللهی        | مسافر                          |
| شیوا بلوچی           | مسافر                          |
| محمد مهدی حسینی نیا  | مسافر هواپیما                  |
| دانیال کاظمی         | مسافر هواپیما                  |
| الناز ناصری          | مهماندار هواپیما               |
| آیناز ناصری          | مهماندار هواپیما               |

## نمایش
ما همه با هم هستیم برای نخستین بار روز دوشنبه دوم اردیبهشت ماه ۱۳۹۸ (۲۲ آوریل ۲۰۱۹) در بخش بازار جشنواره بین‌المللی فیلم فجر برای خریداران خارجی و اهالی رسانه و مطبوعات به‌نمایش درآمد و از روز چهارشنبه ۱۵ خرداد ۱۳۹۸ به‌صورت گسترده در سینمای سراسر ایران اکران شد. چین با جشنواره بین‌المللی فیلم شانگهای در آخرین روز خردادماه ۱۳۹۸(ژوئن ۲۰۱۹)، میزبان فیلم سینمایی ما همه با هم هستیم بود.

## اکران‌ها، حضور در جشنواره‌ها و جوایز

### اکران و جشنواره‌ها

#### بین‌المللی
| سال  | کشور  | رویداد                         | بخش جشنواره/نوع اکران | تاریخ اکران   |
| ---- | ----- | ------------------------------ | --------------------- | ------------- |
| ۲۰۱۹ | ایران | جشنواره بین‌المللی فیلم فجر     | بازار فیلم فجر        | ۲۲ آوریل ۲۰۱۹ |
| ۲۰۱۹ | چین   | جشنواره بین‌المللی فیلم شانگهای | هفته فیلم جاده ابریشم | ۲۱ ژوئن ۲۰۱۹  |

#### داخلی
| سال  | رویداد         | بخش جشنواره/نوع اکران | تاریخ اکران   |
| ---- | -------------- | --------------------- | ------------- |
| ۱۳۹۸ | اکران عمومی    | گسترده                | ۱۵ خرداد ۱۳۹۸ |
| ۱۳۹۸ | جشن خانه سینما | فیلم‌های بلند          | -             |